# Copa Norte
Die Copa Norte (portugiesisch für Nordpokal) war ein regionaler Fußballpokalwettbewerb in Brasilien, der von 1997 bis 2002 vom nationalen Fußballverband CBF organisiert wurde. Mit dem Gewinn des Pokals war von 1997 bis 1999 die Qualifikation für die internationale Copa CONMEBOL und von 2000 bis 2002 die für die nationale Copa dos Campeões (CBF) verbunden.
Der „Nordpokal“ ist zwischen den Vereinen der Landesverbände der Region Nord, sowie denen der Landesverbände von Maranhão und Piauí der Region Nordost ausgespielt wurden. Nach einem Ausscheidungsturnier wurde der Pokalsieger üblicherweise in zwei Finalspielen ermittelt. Enden beide unentschieden, konnte die Entscheidung entweder in einem Elfmeterschießen oder nach der Gesamtbilanz einer Mannschaft ermittelt werden.

## Finalspiele
| Saison | Pokalsieger       | Ergebnis            | Finalist          |
| ------ | ----------------- | ------------------- | ----------------- |
| 1997   | Rio Branco FC     | 0:0 2:1             | Clube do Remo     |
| 1998   | Sampaio Corrêa FC | 0:1 2:1 (3:0 i. E.) | São Raimundo EC   |
| 1999   | São Raimundo EC   | 1:0 1:2 (3:1 i. E.) | Sampaio Corrêa FC |
| 2000   | São Raimundo EC   | 2:0 2:3             | Maranhão AC       |
| 2001   | São Raimundo EC   | 0:1 1:0             | Paysandu SC       |
| 2002   | Paysandu SC       | 0:1 3:0             | São Raimundo EC   |

### Statistik
| Rang | Verein            | Titel | FT |
| ---- | ----------------- | ----- | -- |
| 1    | São Raimundo EC   | 3     | 5  |
| 2    | Sampaio Corrêa FC | 1     | 2  |
| 2    | Paysandu SC       | 1     | 2  |
| 3    | Rio Branco FC     | 1     | 1  |
| 4    | Clube do Remo     | /     | 1  |
| 4    | Maranhão AC       | /     | 1  |

| Rang | Bundesstaat | Titel | FT |
| ---- | ----------- | ----- | -- |
| 1    | Amazonas    | 3     | 5  |
| 2    | Maranhão    | 1     | 3  |
| 2    | Pará        | 1     | 3  |
| 3    | Acre        | 1     | 1  |